# Musikåret 1995

## Händelser

### Februari
- 17 februari – Grammisgalan äger rum på Berns salonger i Stockholm.[1]
- 19 februari – Roxette ger konsert inför 12 000 åskådare i Peking, som första västerländska grupp i Kina på nio år.[1]
- 24 februari – Jan Johansens låt Se på mig vinner den svenska uttagningen till Eurovision Song Contest på Malmö stadsteater i Malmö.[2]

### Mars
- 14 mars – Med albumet Me Against the World blir Tupac Shakur första manliga soloartist att toppa amerikanska Billboard 200 under pågående fängelsestraff.[3]
- 31 mars – Tejano-sångaren Selena Quintanilla mördas, då 23 år, av Yolanda Saldívar som tidigare hade varit huvudansvarig för hennes fan club.[4] Händelsen väckte stor uppmärksamhet i USA och Mexiko.[4] Texas guvernör George W. Bush utmärkte hennes födelsedag till "Selena Day" i delstaten.[5]

### Maj
- 13 maj – Secret Gardens låt Nocturne vinner Eurovision Song Contest i Dublin för Norge.[6]

### Juni

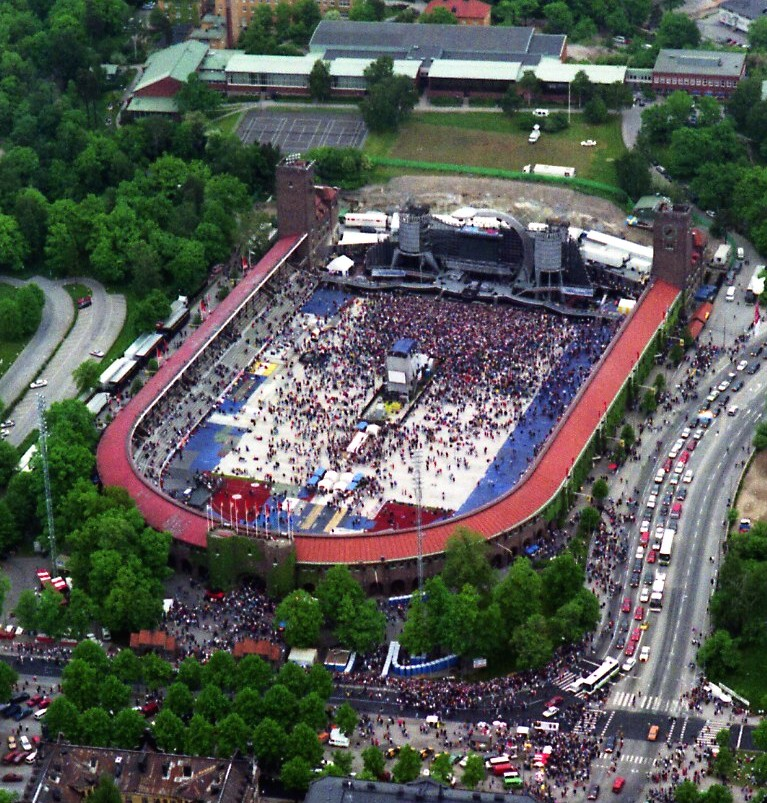
The Rolling Stones på Stadion.

- 1 juni – Alan Wilder lämnar Depeche Mode.[7]
- 3 juni – The Rolling Stones spelar på Stockholms stadion.[8]
- 17 juni – Konsert med Better Than Ezra, Bush, Elastica, Hole, Rage Against the Machine, The Ramones, Rancid, Soul Asylum, Sponge, Sublime, Matthew Sweet, Throwing Muses och White Zombie på KROQ Weenie Roast i Los Angeles, Kalifornien, USA.
- 18 juni – Den sista svenska föreställningen av The Phantom of the Opera spelas på Oscarsteatern. Ingen annan uppsättning har spelats så länge i Sverige.[1]

### September
- 2 september – Rock and Roll Hall of Fame and Museum öppnas i Cleveland, Ohio, USA.[9]
- 11 september – Eva Dahlgren uppträder tillsammans med Radiosymfonikerna under ledning av Esa-Pekka Salonen i vänthallen på Stockholms centralstation. Konserten direktsänds i TV 4[10] och SR P2.[11]
- 29 september – Den tyska hårdrocksgruppen Rammstein släpper sitt debutalbum Herzeleid.

### Oktober
- 7 oktober – Benny Anderssons och Björn Ulvaeus musikal Kristina från Duvemåla har urpremiär i Malmö på[12] Malmö musikteater med bland andra  Anders Ekborg, Peter Jöback och Helen Sjöholm.[1]

### November
- 15 november – 11-åriga Sanna Nielsen från Bromölla sjunger i Café Norrköping, kompad av Lars-Åke Svantesson och Fredagsbandet.[13]

### December
- 12 december – Frank Sinatra firas på 80-årsdagen.[1]
- 16–17 december – Konsert med Bush, Foo Fighters, Garbage, Goo Goo Dolls, Lenny Kravitz, Alanis Morissette, No Doubt, Oasis, Joan Osborne, Porno for Pyros, Presidents of the United States of America, Radiohead, The Rentals, Silverchair, Sonic Youth, Toadies, Tripping Daisy och Wesley Willis på KROQ Acoustic Christmas i Los Angeles, Kalifornien, USA.
- 21 december – Finländske barytonen Walton Grönroos utses till ny konstnärlig chef för Kungliga Teatern i Stockholm.[1]

### Okänt datum
- Svensk musikindustri drar in 1,5 miljarder SEK till Sverige.[14] Svensk pop skördar vid denna tid stora framgångar i Japan. The Cardigans säljer 600 000 skivor där och andra band som säljer bra är bland annat Cloudberry Jam, Lady Lynette & The Spokesmen, Scents, The Excuse och Pandora. Även Ace of Base har enorma framgångar utomlands. Debutalbumet Happy Nation säljer totalt 19 miljoner exemplar, uppföljaren The Bridge "bara" 3 miljoner.
- Det brittiska rockbandet Dire Straits splittras.
- Nöjesteatern i Malmö har premiär på musikalen My Fair Lady med Jan Malmsjö som professor Higgins och Sofie Lindberg som Eliza. Regi av Claes Sylvander.
- Göta Lejon i Stockholm har premiär på musikalen Sound of Music med Carola Søgaard som Maria och Tommy Körberg som kapten von Trapp. Regi av Trond Lie.
- Det alternativa metal bandet från Des Moines, Iowa: The Pale Ones Startas i september av slagverkaren Shawn Crahan och basisten Paul Gray. Bandet blir senare känt som Slipknot efter debutalbumet med samma namn.

## Priser och utmärkelser
- Atterbergpriset – Miklós Maros
- Ceciliapriset – Sten Höge
- Stora Christ Johnson-priset – Sven-David Sandström för High Mass
- Mindre Christ Johnson-priset – Anders Hultqvist för Time and the Bell
- Cornelis Vreeswijk-stipendiet – Evabritt Strandberg[1]
- Crusellstipendiet – Michael Bartosch
- Fred Åkerström-stipendiet – Thorstein Bergman
- Hambestipendiet – Hanne Juul
- Hugo Alfvénpriset – Lars Johan Werle
- Jan Johansson-stipendiet – Bosse Broberg
- Jazz i Sverige – Jeanette Lindström Quintet
- Jazzkatten
  - ”Årets jazzmusiker” – Esbjörn Svensson
  - ”Årets jazzgrupp” – Fredrik Norén Band
  - ”Årets nykomling” – Jeanette Lindström
  - ”Musiker som förtjänar större uppmärksamhet/Grand Cru” – Gunnar Bergsten
- Jenny Lind-stipendiet – Camilla Tilling
- Johnny Bode-stipendiet – Michael Saxell
- Jussi Björlingstipendiet – Sten Wahlund
- Medaljen för tonkonstens främjande – Margareta Hallin, Jacob Boëthius, Lennart Ehrenlood och Bengt Eurén
- Nordiska rådets musikpris – Eric Ericson, Sverige
- Norrbymedaljen – Lennart Spångberg
- Polarpriset – Elton John och Mstislav Rostropovitj[1]
- Rosenbergpriset – Bengt Hambraeus
- Schockpriset – György Ligeti, Tyskland
- Spelmannen – Musica Vitae
- Svenska Dagbladets operapris – Hans Hiort
- Ulla Billquist-stipendiet – Lotta Engberg
- Årets körledare – Dan-Olof Stenlund
- Årets barn- och ungdomskörledare – Bror Samuelson

## Årets album
Vänligen sortera soloartister på efternamn, musikgrupper på förstabokstaven (utan engelskans "The" och "A")

### A–G
- 3T – Brotherhood
- AC/DC – Ballbreaker
- Angelica Agurbash – Bumazhnaya Luna
- Anthrax – Stomp 442
- Bad Religion – All Ages
- Chet Baker – The Legacy, Vol. 1
- Beatles – Anthology 1[1]
- Ben Folds Five – Ben Folds Five
- Gunnar Bergsten – The Good Life
- Better Than Ezra – Deluxe
- Blandade artister – Dansbandsfestival 95
- Blind Guardian – Imaginations from the Other Side
- Blind Melon – Soup
- Blink 182 – Dude Ranch
- Blur – The Great Escape
- David Bowie – 1.Outside
- The Cardigans – Life
- Christopher Cross – Window
- Eva Dahlgren – Jag vill se min älskade komma från det vilda
- Christos Dantis – Tama
- Clawfinger – Use Your Brain
- Def Leppard – Vault - Greatest Hits 1980-1995
- Deftones – Adrenaline
- Deicide – Once Upon the Cross
- Doktor Kosmos – Socialmedicin
- Down – NOLA
- Download – Furnace
- Dia Psalma – Efter allt
- Dissection – Storm of the Light's Bane
- Bob Dylan – MTV Unplugged
- Elastica – Elastica (debut)
- Everybody Jam! – Scatman John
- Everything But the Girl – Walking Wounded
- Face to Face – Big Choice
- Faith No More – King for a Day... Fool for a Lifetime
- Fear Factory – Demanufacture
- Garbage – Garbage
- Glenn Frey – Solo Collection
- Front Line Assembly – Hard Wired
- Gamma Ray – Alive '95
- Gamma Ray – Land of the Free
- Green Day – Insomniac
- Grönwalls – Du ringde från Flen
- Peter Gullin – Tenderness

### H–R
- Emmylou Harris – Wrecking Ball
- PJ Harvey – To Bring You My Love
- Hole – Ask For It
- Iron Maiden – The X Factor
- Janet Jackson – Design of a Decade 1986–1996
- Michael Jackson – HIStory
- Keith Jarrett – Keith Jarrett at the Blue Note
- Keith Jarrett – Standards in Norway
- Jan Johansson – En resa i jazz och folkton
- Anders Jormin – Jord
- Kalle Baah – Soon Come
- Kent – Kent (debut)
- KMFDM – Nihil
- Diana Krall – Only Trust Your Heart
- Kvist – For Kunsten Maa Vi Evig Vike
- Lasse Stefanz – 16 Hits
- Jeanette Lindström – Another Country
- Marilyn Manson – Smells Like Children (EP)
- Matz Bladhs – Leende dansmusik 95
- Meat Loaf – Welcome to the Neighborhood
- Megadeth – Hidden Treasures
- Pat Metheny Group – We Live Here
- Millencolin – Life on a Plate
- Alanis Morissette – Jagged Little Pill
- Morrissey – Southpaw Grammar
- Mr. Bungle – Disco Volante
- Ned's Atomic Dustbin – Brainbloodvolume
- Lisa Nilsson – Till Morelia
- Nirvana – MTV Unplugged in New York
- Merrill Nisker – Fancypants Hoodlum
- Nile – Festivals Of Atonement
- Nitzer Ebb – Big Hit
- No Use for a Name – Leche Con Carne
- Nordman – Ingenmansland
- Oasis – (What's the Story) Morning Glory?
- Ol' Dirty Bastard – Return to the 36 Chambers: The Dirty Version
- Joan Osborne – Relish
- Gilbert O'Sullivan – Every Song Has it's Play
- Pet Shop Boys – Alternative
- Pink Floyd – P*U*L*S*E
- The Presidents of the United States of America – Presidents of the United States of America (debut)
- Pulp – Different Class
- Queen – Made in Heaven
- Radiohead – The Bends
- Rammstein – Herzeleid (debutalbum)
- Rancid – ...And Out Come the Wolves
- Red Hot Chili Peppers – One Hot Minute
- Robyn – Robyn is Here (debut)
- Roxette – Don't Bore Us, Get to the Chorus![15]

### S–Ö
- Screaming Headless Torsos – 1995
- Neil Sedaka – Classically Sedaka
- Skunk Anansie – Paranoid & Sunburnt
- Slash's Snakepit – It's Five O'Clock Somewhere
- The Smashing Pumpkins – Mellon Collie and the Infinite Sadness
- Snowstorm – Sommarnatt – Best of Snowstorm
- Sonic Dream Collective – Gravity
- Spock's Beard – The Light
- Bruce Springsteen – The Ghost of Tom Joad
- Bruce Springsteen – Greatest Hits
- Take That – Nobody Else
- Therapy? – Infernal Love
- Toto – Tambu
- Rebecka Törnqvist – Good Thing
- Tricky – Maxinquaye
- Anders Widmark – Freewheelin

## Årets singlar och hitlåtar
Vänligen sortera soloartister på efternamn, musikgrupper på förstabokstaven (utan engelskans "The" och "A")
- 3T – Anything
- Ace of Base – Lucky Love
- Bryan Adams – Have You Ever Really Loved a Woman?
- The Beatles – Free as a Bird (singel)
- Better Than Ezra – Good
- Björk – Army of Me
- Björk – It's Oh So Quiet
- Blur – Country House
- Brainpool – Bandstarter
- The Cardigans – Carnival
- Nick Cave & The Bad Seeds och Kylie Minogue – Where the Wild Roses Grow
- Edwyn Collins – A Girl Like You
- Connells – '74 - '75
- Coolio featuring L.V. – Gangsta's Paradise
- Cranberries – Ode to My Family
- Dia Psalma – Hundra kilo kärlek
- Dia Psalma – Luft
- Drängarna – Vill du bli min fru
- E-Type – Russian Lullaby
- E-Type – Do You Always?
- East 17 – Stay Another Day
- Everything But the Girl – Missing
- Fool's Garden – Lemon Tree
- GES – En jävel på kärlek
- Gyllene Tider – Kung av sand[16]
- Iron Maiden – Man on the Edge
- Janet Jackson – Runaway
- Michael Jackson & Janet Jackson – Scream
- Michael Jackson – They Don't Care About Us
- Michael Jackson – You Are Not Alone
- Jan Johansen – Se på mig
- Just D – Hubbabubba
- Just D – 87–87
- Alison Krauss & Union Station – When You Say Nothing at All
- The Make-up – Blue is Beautiful
- Meat Loaf – I'd Lie for You (And That's the Truth)
- Nordman – Be mig
- Oasis – Wonderwall
- Offspring – Self Esteem
- Joan Osborne – One of Us
- Pandora – Don't You Know
- Pet Shop Boys – Paninaro '95
- Prince – I Hate You
- Pulp – Common People
- Robyn – Do You Really Want Me (Show Respect)
- Roxette – The Look '95[15]
- Roxette – Vulnerable[15]
- Roxette – You Don't Understand Me[15]
- Selena – Dreaming of You och I Could Fall in Love
- Shaggy – Boombastic
- Snow – Sexy Girl
- Sonic Dream Collective – Oh, Baby All
- Streaplers – Till min kära
- Idde Schultz – Fiskarna i haven
- Take That – Back for Good
- TLC – Waterfalls
- Rebecka Törnqvist – Good Thing
- UB40 – Kingston Town
- Cecilia Vennersten – Det vackraste
- Ann-Cathrine Wiklander – Julklockor över vår jord

## Årets videoalbum
Vänligen sortera soloartister på efternamn, musikgrupper på förstabokstaven (utan engelskans "The" och "A")
- Roxette – Don't Bore Us, Get to the Chorus! – Roxette's Greatest Video Hits[15]

## Sverigetopplistan1995
| Datum                  | Låttitel            | Artist/grupp       | Bakgrund       |
| ---------------------- | ------------------- | ------------------ | -------------- |
| 6 januari 1995 (5v)    | Stay Another Day    | East 17            | Storbritannien |
| 10 februari 1995 (2v)  | Tears Don't Lie     | Mark 'Oh           | Tyskland       |
| 24 februari 1995 (4v)  | Self Esteem         | The Offspring      | USA            |
| 24 mars 1995 (4v)      | Think Twice         | Céline Dion        | Kanada         |
| 21 april 1995 (5v)     | Se på mig           | Jan Johansen       | Sverige        |
| 26 maj 1995 (1v)       | Be My Lover         | La Bouche          | Tyskland       |
| 2 juni 1995 (1v)       | '74–'75             | The Connells       | USA            |
| 9 juni 1995 (4v)       | Se på mig           | Jan Johansen       | Sverige        |
| 7 juli 1995 (3v)       | Vill du bli min fru | Drängarna          | Sverige        |
| 28 juli 1995 (1v)      | Shy Guy             | Diana King         | Jamaica        |
| 4 augusti 1995 (7v)    | Det vackraste       | Cecilia Vennersten | Sverige        |
| 22 september 1995 (3v) | Fiskarna i haven    | Idde Schultz       | Sverige        |
| 13 oktober 1995 (1v)   | Lucky Love          | Ace of Base        | Sverige        |
| 20 oktober 1995 (1v)   | Boombastic          | Shaggy             | Jamaica        |
| 27 oktober 1995 (12v)  | Gangsta's Paradise  | Coolio feat. L.V.  | USA            |

## Jazz
- Butch Morris: Testament
- Dave Douglas: In Our Lifetime
- Matthew Shipp: The Flow of X
- Charlie Hunter: Bing, Bing, Bing!
- Marvin Peterson: African Portraits
- Guy Klucevsek: Citrus My Love
- Marty Ehrlich: Just Before The Dawn
- Matthew Shipp: Symbol Systems
- Gerry Hemingway: Marmalade King
- Steve Turre: Rhythm Within
- Medeski Martin & Wood: Friday Afternoon in the Universe

## Födda
- 4 januari – María Isabel, spansk musiker, vinnare av Junior Eurovision Song Contest 2004.
- 15 maj – Ksenija Sitnik, vitrysk musiker, vinnare av Junior Eurovision Song Contest 2005.
- 12 juli - Yohio, svensk sångare.
- 3 september - Peg Parnevik, svensk sångare.
- 25 december – Mimmi Sandén, svensk sångare, syster till Molly och Frida Sandén.

## Avlidna
- 22 januari – Tore Westlund, 84, svensk musiker (klarinett och saxofon).
- 2 februari – Ingrid Rasch, 68, svensk tonsättare.
- 26 mars – Eazy-E eg. "Eric Wright", 30, amerikansk rappare.
- 29 mars – Baltimora, eg. Jimmy McShane, 37, irländsk musiker.
- 14 april – William Lind, 83, svensk kapellmästare, musikarrangör och kompositör.
- 14 juni – Rory Gallagher, 47, irländsk gitarrist och sångare.
- 11 juli – Stig Bergendorff, 81, svensk skådespelare, författare. regissör, manusförfattare, kompositör och textförfattare.
- 21 juli – Gunde Johansson, 72, svensk vissångare.[1]
- 25 juli – Charlie Rich, 62, amerikansk countrysångare.
- 5 augusti – Harald Lundquist, 81, svensk kompositör, orkesterledare och sångare.
- 9 augusti – Jerry Garcia, 53, amerikansk sångare och gitarrist, medlem i Grateful Dead.
- 18 augusti – Gunnar Svensson, 75, svensk kompositör, pianist och sångare.[1]
- 23 augusti – Dwayne Goettel, 31, kanadensisk musiker, medlem Skinny Puppy.
- 6 september – Tosse Bark, 72, svensk kompositör, musiker, sångare och skådespelare.
- 21 oktober – Shannon Hoon, 28, sångare i Blind Melon.
- 25 november – Helge Hagerman, 85, svensk skådespelare, vissångare, regissör, och producent.
- 25 december – Dean Martin, 78, amerikansk sångare och skådespelare.[1]

### Fotnoter
1. 1 2 3 4 5 6 7 8 9 10 11 12   Horisont 1995. Bertmarks
2. ↑  ”Poplight – Melodifestivalen”. Arkiverad från originalet den 24 maj 2012. https://archive.is/20120524220410/http://poplight.zitiz.se/melodifestivalen/1995. Läst 24 maj 2012.
3. ↑  Sewell, Tony (1997). Black Masculinities and Schooling: How Black Boys Survive Modern Schooling. Trentham Books. sid. 206. ISBN 978-1-85856-040-3. http://books.google.ca/books?id=O7AL1Hq24j4C&pg=PA206&dq=tupac+prison+me-against-the-world&lr=&as_brr=3&as_pt=ALLTYPES
4. 1 2  Villafranca, Armando and Reinert, Patty. "Singer Selena shot to death". Houston Chronicle, 1 april 1995. Läst 1 februari 2008.
5. ↑  Orozco, Cynthia E. Quintanilla Pérez, Selena. The Handbook of Texas online. Läst 29 maj 2009
6. ↑  ”Poplight – Eurovision Song Contest”. Arkiverad från originalet den 24 maj 2012. https://archive.is/20120524220434/http://poplight.zitiz.se/eurovision-song-contest/1995. Läst 24 maj 2012.
7. ↑  Miller, Jonathan (2004). Stripped: Depeche Mode. Omnibus Press. sid. 390. ISBN 978-1-84449-415-6. http://books.google.ca/books?id=gIrZbmss3kEC&pg=PA390&dq=alan+wilder+depeche+mode. Läst 24 december 2008
8. ↑  ”Expressen 28 december 2010 – Rolling Stones på väg till Sverige nästa år (läst 2 april 2011)”. Arkiverad från originalet den 31 december 2010. https://web.archive.org/web/20101231082131/http://www.expressen.se/noje/musik/1.2270170/rolling-stones-pa-vag-till-sverige-nasta-ar. Läst 8 april 2011.
9. ↑  Adams, Deanna R. (2002). Rock 'n' Roll and the Cleveland Connection. Kent State University Press. sid. 582. ISBN 978-0-87338-691-3. http://books.google.ca/books?id=LBCZvsVKomwC&pg=PA582
10. ↑  Information i Svensk mediedatabas (läst 9 april 2011).
11. ↑  Information i Svensk mediedatabas (läst 9 april 2011).
12. ↑  Hundra år i Sverige - 1995, Hans Dahlberg, Albert Bonniers, 1999
13. ↑  Information i Svensk mediedatabas (läst 2 april 2011).
14. ↑  ”Aftonbladet”. 23 januari 1999. http://wwwc.aftonbladet.se/noje/9901/23/pop.html. Läst 3 juli 2011.
15. 1 2 3 4 5  Roxettes diskografi Arkiverad 24 augusti 2011 hämtat från the Wayback Machine.
16. ↑  Gyllene Tiders diskografi Arkiverad 7 mars 2012 hämtat från the Wayback Machine.